# Рангкасбітунг
Рангкасбітунг (індонез. Rangkasbitung) — місто в індонезійській провінції Бантен, адміністративний центр округу Лебак.

## Географія
Розташований у центрально-східній частині провінції, на південь від Серанга.

### Клімат
Місто знаходиться у зоні, котра характеризується вологим тропічним кліматом. Найтепліший місяць — жовтень із середньою температурою 27.6 °C (81.7 °F). Найхолодніший місяць — січень, із середньою температурою 26.3 °С (79.3 °F).
| Клімат Рангкасбітунга   | Клімат Рангкасбітунга | Клімат Рангкасбітунга | Клімат Рангкасбітунга | Клімат Рангкасбітунга | Клімат Рангкасбітунга | Клімат Рангкасбітунга | Клімат Рангкасбітунга | Клімат Рангкасбітунга | Клімат Рангкасбітунга | Клімат Рангкасбітунга | Клімат Рангкасбітунга | Клімат Рангкасбітунга | Клімат Рангкасбітунга |
| Показник                | Січ.                  | Лют.                  | Бер.                  | Квіт.                 | Трав.                 | Черв.                 | Лип.                  | Серп.                 | Вер.                  | Жовт.                 | Лист.                 | Груд.                 | Рік                   |
| Середня температура, °C | 26,3                  | 26,5                  | 26,9                  | 27,4                  | 27,4                  | 27,1                  | 26,8                  | 27                    | 27,2                  | 27,6                  | 27,3                  | 26,9                  | 27                    |
| Норма опадів, мм        | 395.1                 | 318.9                 | 305.7                 | 251.2                 | 222.4                 | 120.6                 | 115.7                 | 119.8                 | 148.3                 | 205.2                 | 228.6                 | 274.2                 | 2705.7                |
| Днів з опадами          | 16,8                  | 13,7                  | 15,6                  | 15,7                  | 14                    | 11,9                  | 9,1                   | 8,4                   | 8,5                   | 12,5                  | 17                    | 18,3                  | 161,5                 |
| Вологість повітря, %    | 85.7                  | 84.7                  | 84.5                  | 83.7                  | 83.1                  | 81.8                  | 80.4                  | 78.7                  | 78.6                  | 78.7                  | 80.5                  | 82.6                  | 81.9                  |
| ----------------------- | --------------------- | --------------------- | --------------------- | --------------------- | --------------------- | --------------------- | --------------------- | --------------------- | --------------------- | --------------------- | --------------------- | --------------------- | --------------------- |
| Джерело: Weatherbase    |                       |                       |                       |                       |                       |                       |                       |                       |                       |                       |                       |                       |                       |